# Brunettia apiculata
Brunettia apiculata är en tvåvingeart som beskrevs av Quate 1996. Brunettia apiculata ingår i släktet Brunettia och familjen fjärilsmyggor.
Artens utbredningsområde är Costa Rica. Inga underarter finns listade i Catalogue of Life.